# Ogończyk ostrokrzewowiec
Ogończyk ostrokrzewowiec (Satyrium ilicis) – motyl dzienny z rodziny modraszkowatych.

## Wygląd
Rozpiętość skrzydeł od 30 do 34 mm, dymorfizm płciowy wyraźny: wierzchnia strona skrzydeł obu płci brunatne, ale u samic duża pomarańczowa plama na przednim skrzydle.

## Siedlisko
Obrzeża lasów liściastych i mieszanych z udziałem dębu, polany, młodniki, środowiska z krzewami dębowymi.

## Biologia i rozwój
Wykształca jedno pokolenie w roku (połowa czerwca-początek sierpnia). Rośliny żywicielskie: dąb szypułkowy i dąb bezszypułkowy. Jaja składane są na pąkach drzew i krzewów do wysokości 2 metrów. Larwy zimują w osłonkach jajowych. Stadium poczwarki trwa 2-3 tygodnie. 

## Rozmieszczenie geograficzne
Motyl rozprzestrzeniony od Półwyspu Iberyjskiego przez większość Europy, Turcję, Kaukaz po Liban i południowo-zachodnią Syberię. W Polsce występuje na wielu stanowiskach, ale z rejonów górskich zamieszkuje tylko Bieszczady.